# Statistiques du championnat du monde de Scrabble duplicate individuel
Cet article présente les statistiques du championnat du monde de Scrabble duplicate individuel francophone.

## Liste des champions et vice-champions du monde

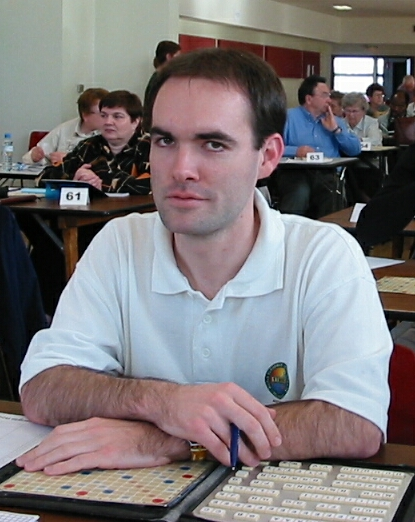
Antonin Michel, vainqueur en 2013.

| Année | Ville            | Champion                 | Pays             | Vice-champion                          | Pays                             |
| ----- | ---------------- | ------------------------ | ---------------- | -------------------------------------- | -------------------------------- |
| 1972  | Cannes           | Hippolyte Wouters        | Belgique         | Sarah Wolfowicz                        | Belgique                         |
| 1973  | Liège            | Agnès Lempereur          | Belgique         | Dominique Darmstaedter                 | Belgique                         |
| 1974  | Monaco           | Marc Selis               | Belgique         | Dominique Darmstaedter                 | Belgique                         |
| 1975  | Estepona         | Michel Charlemagne       | France           | Marc Selis                             | Belgique                         |
| 1976  | Djerba           | Marc Selis               | Belgique         | Michel Charlemagne                     | France                           |
| 1977  | Aix-les-Bains    | Jean-Marc Bellot         | France           | Michel Pialat                          | France                           |
| 1978  | Bruxelles        | Yvon Duval               | Belgique         | Claude Del                             | France                           |
| 1979  | Vichy            | Benjamin Hannuna         | France           | Vincent Labbé                          | France                           |
| 1980  | Liège            | Vincent Labbé            | France           | Robert Laïk                            | France                           |
| 1981  | Montreux         | Jacques-Henri Muracciole | France           | Marc Esquerré                          | France                           |
| 1982  | Hammamet         | Michel Duguet            | France           | Benjamin Hannuna                       | France                           |
| 1983  | Grenoble         | Michel Duguet            | France           | Frank Pluven                           | France                           |
| 1984  | Montréal         | Benjamin Hannuna         | France           | Michel Duguet                          | France                           |
| 1985  | Bruxelles        | Michel Duguet            | France           | Claude Del                             | France                           |
| 1986  | Lausanne         | Philippe Bellosta        | France           | Michel Duguet                          | France                           |
| 1987  | Metz             | Michel Duguet            | France           | Philippe Lorenzo                       | France                           |
| 1988  | Québec           | Michel Duguet            | France           | Jean-Louis Pallavicini                 | France                           |
| 1989  | Namur            | Paul Levart              | France           | Marc Treiber                           | France                           |
| 1990  | Dakar            | Marc Treiber             | France           | Christian Pierre                       | Belgique                         |
| 1991  | Fleurier         | Christian Pierre         | Belgique         | Paul Levart                            | France                           |
| 1992  | Hull             | Christian Pierre         | Belgique         | Emmanuel Rivalan                       | France                           |
| 1993  | Saint-Malo       | Emmanuel Rivalan         | France           | Franck Maniquant                       | France                           |
| 1994  | Libramont        | Christian Pierre         | Belgique         | Eddy Clauwaert                         | Belgique                         |
| 1995  | Ovronnaz         | Jean-François Lachaud    | France           | Franck Maniquant                       | France                           |
| 1996  | Aix-les-Bains    | Christian Pierre         | Belgique         | Nicolas Grellet                        | France                           |
| 1997  | Saint-Hyacinthe  | Aurélien Kermarrec       | France           | Emmanuel Rivalan                       | France                           |
| 1998  | Bruxelles        | Christian Pierre         | Belgique         | Franck Maniquant                       | France                           |
| 1999  | Bulle            | Emmanuel Rivalan         | France           | Jean-François Lachaud                  | France                           |
| 2000  | Paris            | Florian Levy             | France           | Gérard Boccon                          | France                           |
| 2001  | La Rochelle      | Franck Maniquant         | France           | Antonin Michel et Emmanuel Rivalan     | France                           |
| 2002  | Montréal         | Jean-Pierre Hellebaut    | Suisse           | Thierry Chincholle                     | France                           |
| 2003  | Liège            | Jean-Pierre Hellebaut    | Suisse           | Christian Pierre                       | Belgique                         |
| 2004  | Marrakech        | Germain Boulianne        | Québec           | Franck Maniquant                       | France                           |
| 2005  | Neuchâtel        | Antonin Michel           | France           | Jean-Pierre Hellebaut                  | Suisse                           |
| 2006  | Tours            | Pascal Fritsch           | France           | Antonin Michel                         | France                           |
| 2007  | Québec           | Antonin Michel           | France           | Christian Pierre                       | Belgique                         |
| 2008  | Dakar            | Éric Vennin              | Belgique         | Aurélien Delaruelle                    | France                           |
| 2009  | Mons             | Hugo Delafontaine        | Suisse           | Christian Pierre                       | Belgique                         |
| 2010  | Montpellier      | Antonin Michel           | France           | Didier Roques                          | France                           |
| 2011  | Montreux         | Francis Desjardins       | Québec           | Antonin Michel                         | France                           |
| 2012  | Montauban        | David Bovet              | Suisse           | Étienne Budry                          | France                           |
| 2013  | Rimouski         | Antonin Michel           | France           | David Bovet                            | Suisse                           |
| 2014  | Aix-les-Bains    | Hugo Delafontaine        | Suisse           | Francis Desjardins                     | Québec                           |
| 2015  | Louvain-la-Neuve | David Bovet              | Suisse           | Nigel Richards                         | Nouvelle-Zélande                 |
| 2016  | Agadir           | Hugo Delafontaine        | Suisse           | Arnaud Mulonda                         | République démocratique du Congo |
| 2017  | Martigny         | Nigel Richards           | Nouvelle-Zélande | Thierry Chincholle                     | France                           |
| 2018  | Mont-Tremblant   | Nigel Richards           | Nouvelle-Zélande | Arnaud Mulonda                         | République démocratique du Congo |
| 2019  | La Rochelle      | Nigel Richards           | Nouvelle-Zélande | N'Dongo Samba Sylla                    | Sénégal                          |
| 2020  | –                | –                        | –                | –                                      | –                                |
| 2021  | Aix-les-Bains    | Romain Santi             | France           | Gaston Jean-Baptiste                   | France                           |
| 2022  | Louvain-la-Neuve | Thierry Chincholle       | France           | Jean-François Lachaud et Fabien Fontas | France                           |
| 2023  | Bulle            | Antonin Michel           | France           | Samson Tessier                         | France                           |
| 2024  | Montauban        | Jean-François Lachaud    | France           | Gauthier Houillon                      | France                           |

## Statistiques

### Nombre de titres par joueur
| Rang |                       | Score |                  |
| 1    | Michel Duguet         | 5     | France           |
| 1    | Christian Pierre      | 5     | Belgique         |
| 1    | Antonin Michel        | 5     | France           |
| 4    | Hugo Delafontaine     | 3     | Suisse           |
| 4    | Nigel Richards        | 3     | Nouvelle-Zélande |
| 6    | Benjamin Hannuna      | 2     | France           |
| 6    | Jean-Pierre Hellebaut | 2     | Suisse           |
| 6    | Emmanuel Rivalan      | 2     | France           |
| 6    | Marc Selis            | 2     | Belgique         |
| 6    | David Bovet           | 2     | Suisse           |
| 6    | Jean-François Lachaud | 2     | France           |

### Nombre de titres par pays
| Rang |                  | Score |  |
| 1    | France           | 28    |  |
| 2    | Belgique         | 11    |  |
| 3    | Suisse           | 7     |  |
| 4    | Nouvelle-Zélande | 3     |  |
| 5    | Québec           | 2     |  |

### Meilleurs pourcentages
Le pourcentage est calculé en divisant le score du joueur par le top du tournoi et en multipliant par 100.
| Rang |                       | Score   |                                       |
| 1    | Antonin Michel        | 100 %   | France - 2013                         |
| 1    | Nigel Richards        | 100 %   | Nouvelle-Zélande - 2017 - 2018 - 2019 |
| 3    | Antonin Michel        | 99,94 % | France - 2005                         |
| 4    | Hugo Delafontaine     | 99,93 % | Suisse - 2009                         |
| 5    | Jean-Pierre Hellebaut | 99,90 % | Suisse - 2003                         |
| 6    | Aurélien Kermarrec    | 99,89 % | France - 1997                         |
| 7    | Christian Pierre      | 99,87 % | Belgique - 1992                       |
| 7    | Jean-François Lachaud | 99,87 % | France - 1995                         |
| 9    | Antonin Michel        | 99,86 % | France - 2007                         |
| 10   | Franck Maniquant      | 99,84 % | France - 2001                         |

### Nombre de parties au top
Une partie au top est une partie duplicate où le joueur ne perd aucun point, c'est-à-dire où il enregistre le score maximal de la partie (à jour 2024, après Montauban).
| Rang |                       | Score |                   |
| 1    | Antonin Michel        | 93    | France            |
| 2    | Jean-François Lachaud | 63    | France            |
| 3    | Hugo Delafontaine     | 58    | Suisse            |
| 4    | Franck Maniquant      | 48    | France            |
| 5    | Christian Pierre      | 46    | Belgique          |
| 6    | Florian Lévy          | 45    | France            |
| 7    | Jean-Pierre Hellebaut | 34    | Belgique / Suisse |
| 8    | Nigel Richards        | 32    | Nouvelle-Zélande  |
| 8    | David Bovet           | 32    | Suisse            |
| 8    | Thierry Chincholle    | 32    | France            |
| 8    | Philippe Ruche        | 32    | Belgique          |

### Nombre de parties remportées
Le plus grand nombre de parties remportées (à jour 2024, après Montauban).
| Rang |                       | Score |                   |
| 1    | Antonin Michel        | 94    | France            |
| 2    | Jean-François Lachaud | 70    | France            |
| 3    | Hugo Delafontaine     | 58    | Suisse            |
| 4    | Christian Pierre      | 51    | Belgique          |
| 5    | Franck Maniquant      | 50    | France            |
| 6    | Florian Lévy          | 46    | France            |
| 7    | Jean-Pierre Hellebaut | 36    | Belgique / Suisse |
| 8    | Nigel Richards        | 32    | Nouvelle-Zélande  |
| 8    | Thierry Chincholle    | 32    | France            |
| 8    | David Bovet           | 32    | Suisse            |
| 8    | Philippe Ruche        | 32    | Belgique          |

### Nombre de participations
Les joueurs qui ont disputé le plus grand nombre de championnats du monde (sur 37 éditions, en 2008).
| Rang |                       | Score |                   |
| 1    | Bernard Caro          | 28    | France            |
| 2    | Jean-François Lachaud | 25    | France            |
| 3    | Roland Blatter        | 24    | Suisse            |
| 3    | Patrice Jeanneret     | 24    | Suisse            |
| 3    | Christian Pierre      | 24    | Belgique          |
| 4    | Franck Delol          | 23    | France            |
| 4    | Jean-Pierre Hellebaut | 23    | Belgique / Suisse |
| 4    | Alain Viseux          | 23    | France            |
| 9    | Guy de Bruyne         | 22    | Belgique          |
| 9    | Michèle Gingras       | 22    | Québec            |
| 9    | Antonin Michel        | 22    | France            |

### Autres records
- Les plus petits négatifs : 0 par Antonin Michel (2013) et Nigel Richards (2017, 2018 et 2019), -1 par Arnaud Mulonda (2018), -4 par Antonin Michel (2005).
- Le plus grand nombre de parties au top lors d'un seul championnat : 7 sur 7 par Antonin Michel en 2013 et Nigel Richards en 2017, 2018 et 2019, 6 sur 7 par Franck Maniquant (2001), Antonin Michel (2005, 2009) et Nigel Richards (2016).
- Le plus petit négatif sans être champion du monde : -1 par Arnaud Mulonda (2018).